# FS Lublin
FS Lublin — сімейство польських вантажівок та мікроавтобусів вироблених на заводі FSC у Любліні.
Виробництво люблінського фургона розпочалося у 1993 році, та мало на меті замінити старий Żuk.
Мікроавтобус, відомий як Lublin 33, виготовлявся до 1995 року, коли Daewoo Motor взяв під контроль FSC і перейменував автівку в Lublin II. У 1999 році почалося виробництво Lublin III. Після банкрутства Daewoo Group майбутнє Lublin виглядало похмурим.
У 2001 році бренд Lublin був проданий британській компанії Truck Alliance. В даний час бренд належить польській компанії DZT Tymińscy.
У 1997 році ВАТ «Укравтобуспром» розробив інкасаційний автомобіль на базі мікроавтобуса FS Lublin.

## Двигуни
Дизельні:
- 2,4 л Andoria 4C90
- 2,4 л Andoria 4CT90
- 2,4 л Andoria 4CTi90
- 2,8 л Iveco 8140.43S

Бензинові:
- 2,0 л GM MPFI
- 2,2 л GM C22 NED

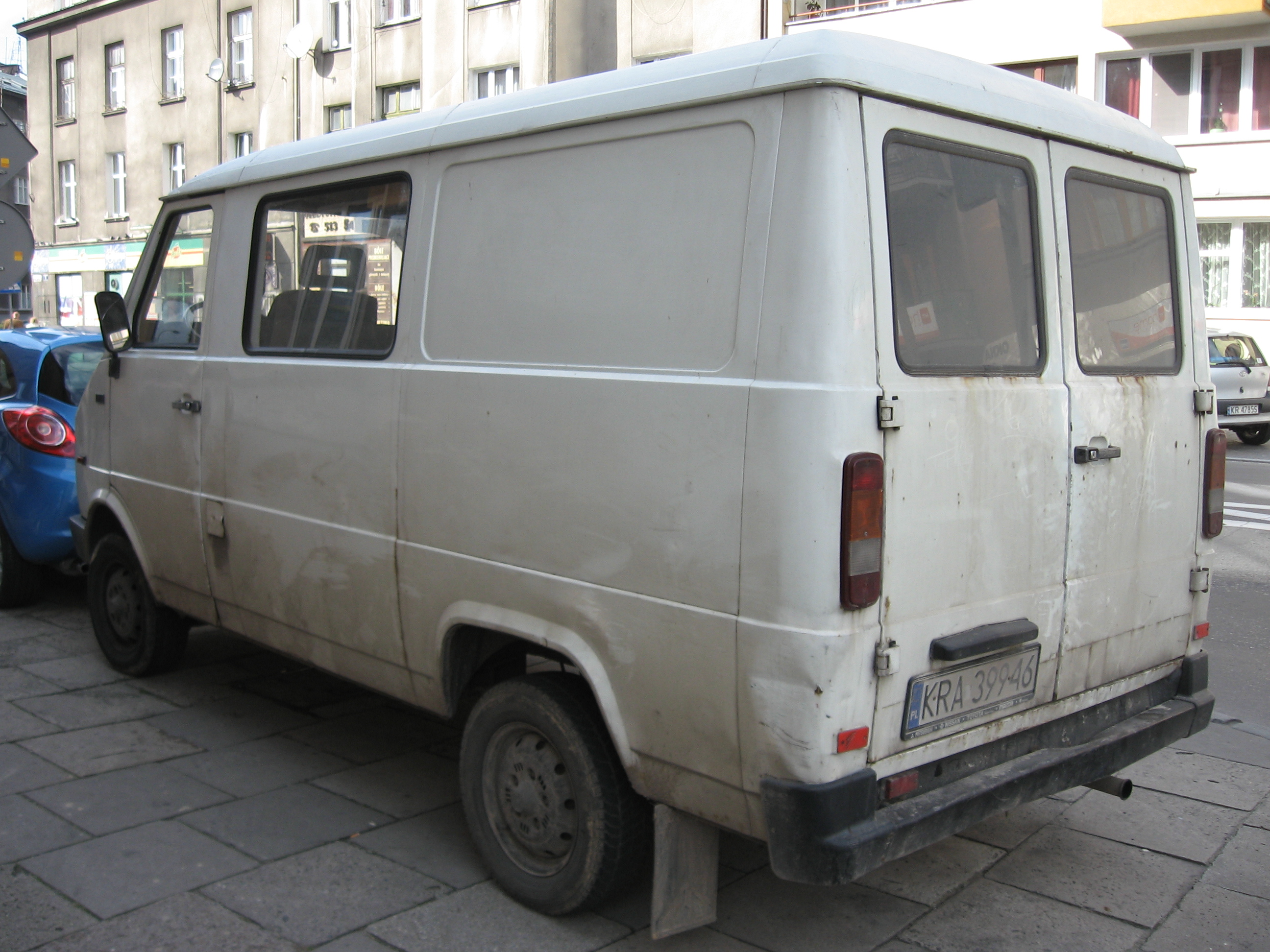
FS Lublin 3322
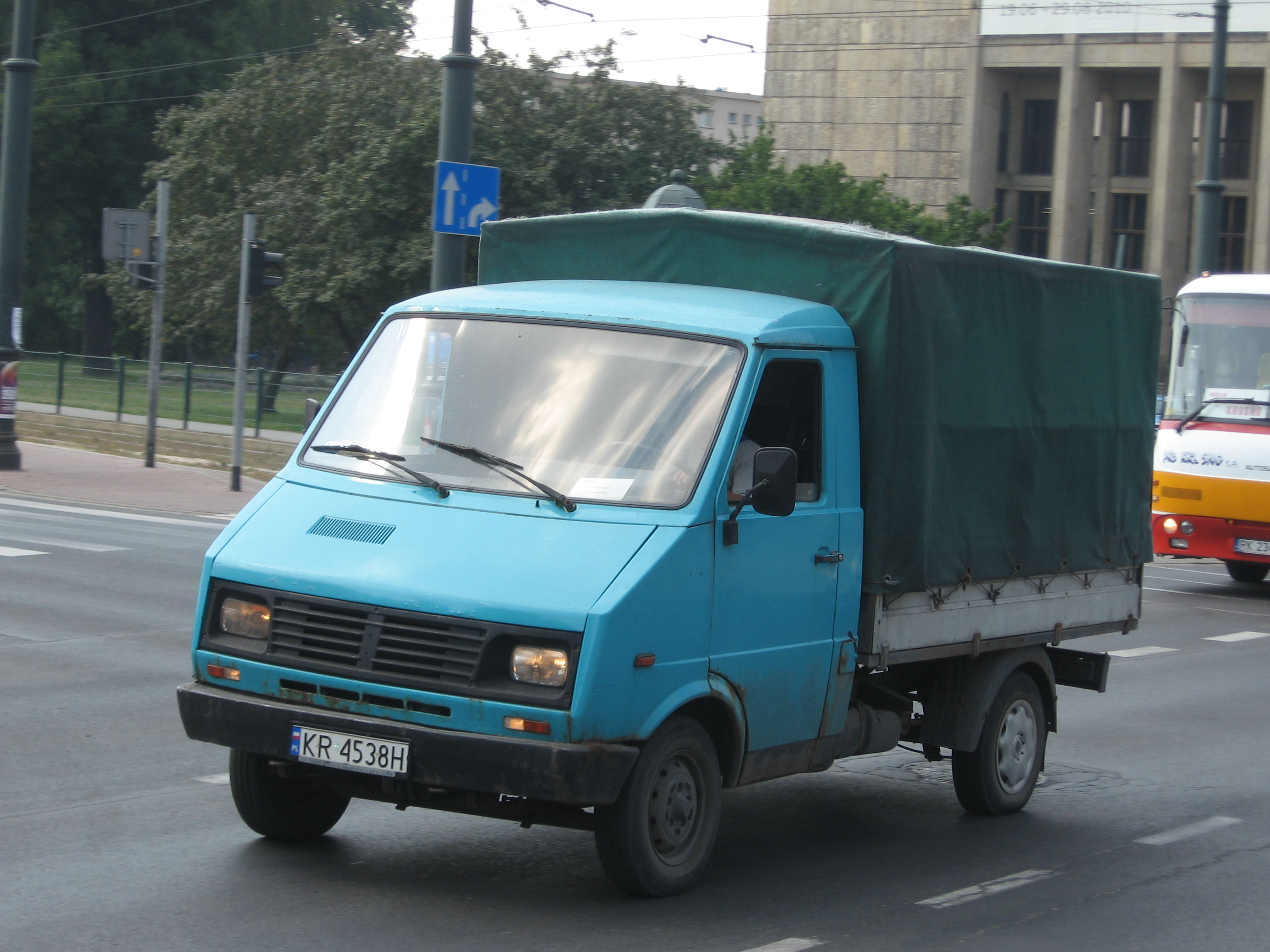
FS Lublin 3352
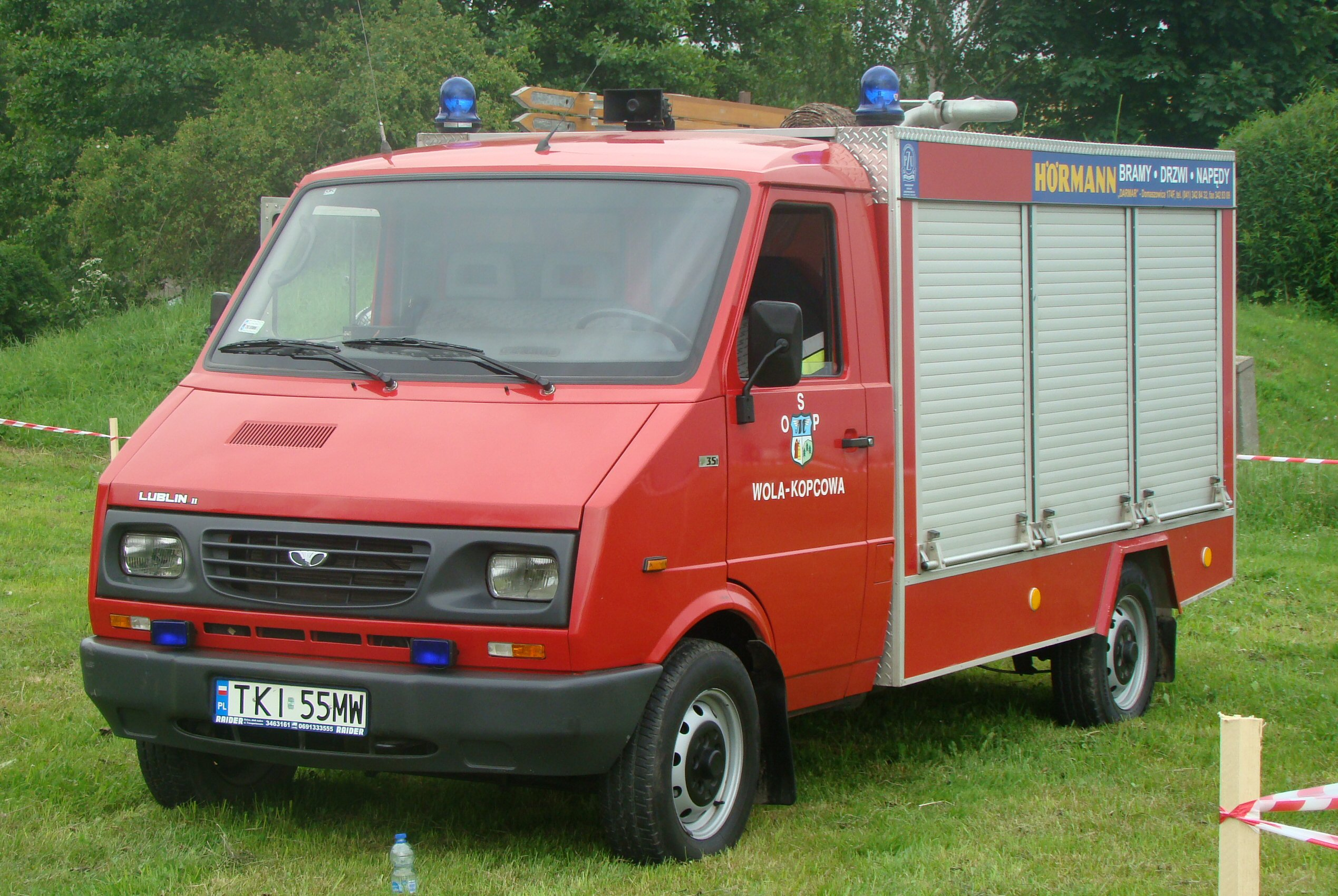
Daewoo Lublin II 3314
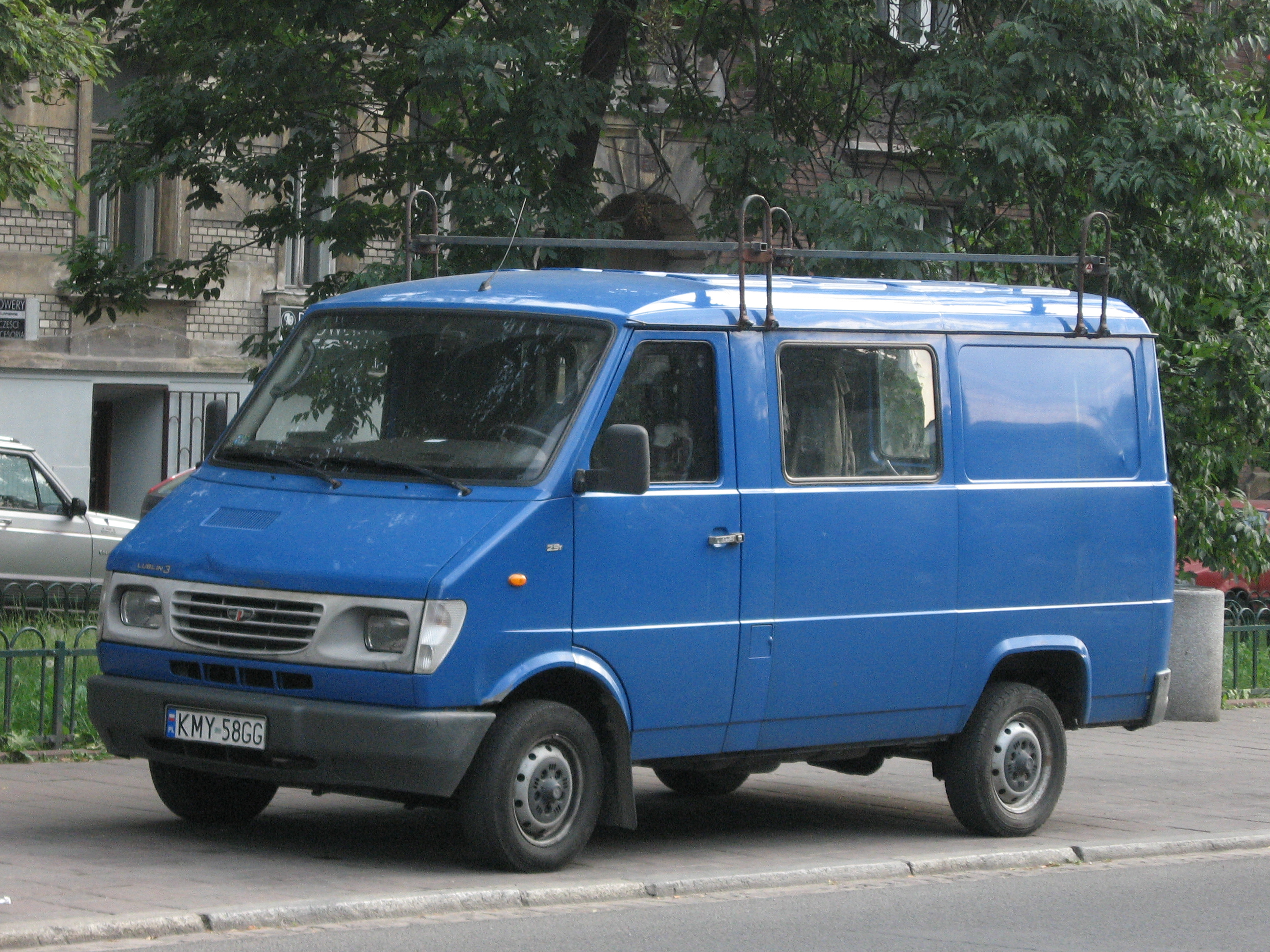
Daewoo Lublin III 3302
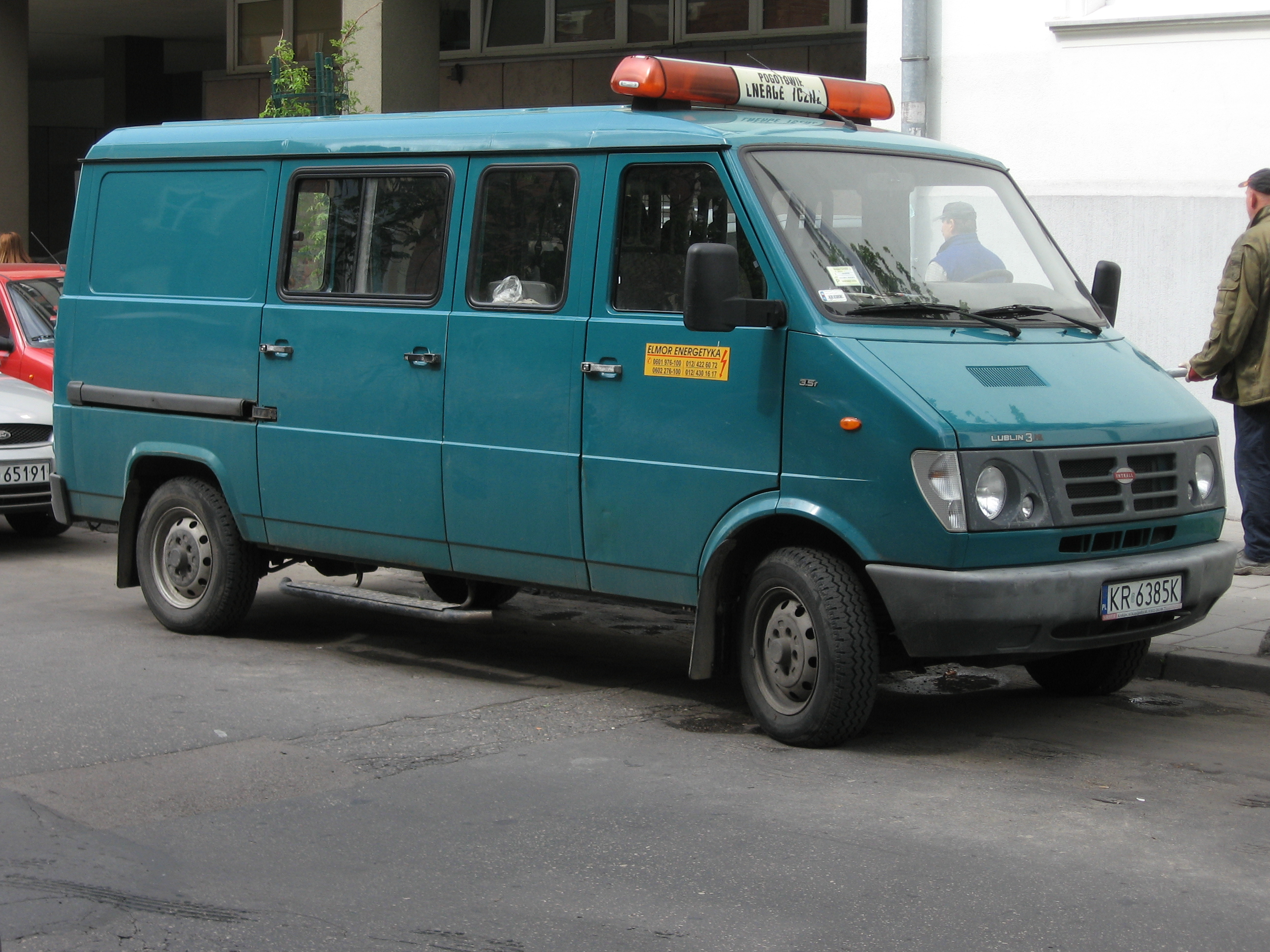
Intrall Lublin 3Mi
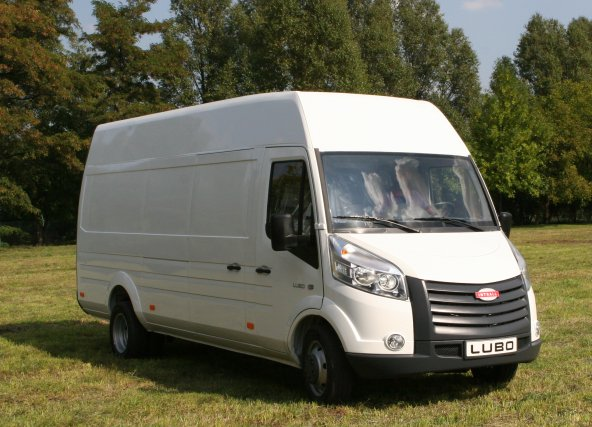
Виробництво автомобілів Intrall Lubo планувалося у 2008 році для подальшого розвитку сімейства, проте воно не було здійснено.